# Hisingerita
La hisingerita és un mineral, filosilicat de ferro (III), la fórmula del qual és Fe3+₂ Si₂O₅ (OH)₄·2 H₂O. És un mineral secundari brillant, de color negre o marró fosc, que s'ha format per la meteorització o alteració hidrotermal d'altres minerals de silicat i sulfur de ferro.
Va ser descrita per primera vegada el 1751 per A.F. Cronstedt, sobre unes mostres de Väster Silvberg, a Dalarna (Suècia). Deu el seu nom a Wilhelm Hisinger (1766-1852), químic suec.
També hi ha una varietat anomenada hisingerita d'alumini en el qual un dels àtoms de ferro se substitueix per un altre d'alumini.

## Formació i jaciments
És un mineral secundari, format per alteració deguda a la intempèrie o al pas del temps de silicats o sulfurs rics en ferro. Als territoris de parla catalana ha estat descrita a la mina Elvira (Gavà, Baix Llobregat) i a Canavelles (Conflent).